# Stadion (metropolitana di Vienna)
Stadion è una stazione della linea U2 della metropolitana di Vienna situata nel 2º distretto. La stazione è entrata in servizio il 10 maggio 2008, nel contesto della seconda fase di estensione della metropolitana e come parte del prolungamento della U2 da Schottenring. Fino al 2 ottobre 2010, quando è stato aperto il prolungamento fino a Seestadt è stata il capolinea orientale della linea U2. La stazione serve lo stadio Ernst Happel, da cui prende il nome, il vicino palazzo dello sport Ferry-Dusika (velodromo e pista di atletica indoor) e il centro commerciale Stadion Center.

## Descrizione
Nella stazione sono presenti tre binari e l'accesso ai treni avviene su entrambi i lati da due banchine a isola parallele. Per agevolare l'afflusso e il deflusso dei passeggeri in occasione dei grandi eventi sono presenti quattro uscite. Nelle stesse circostanze, il terzo binario consente il servizio di treni aggiuntivi e di facilitare lo spostamento delle migliaia di spettatori che si recano allo stadio. La struttura della stazione è stata concepita da Wiener Linien insieme all'Istituto austriaco per la costruzione di strutture scolastiche e sportive (Österreichischen Institut für Schul- und Sportstättenbau, ÖISS).
In occasione dei campionati europei di calcio del 2008, fu utilizzato per la prima volta a Vienna un sistema di controllo, poi adottato anche per altri eventi, che assicurava l'accesso alle banchine solo ai passeggeri in grado di entrare nei treni in arrivo.
Fino all'apertura della stazione, lo stadio era servito su un percorso parallelo agli attuali binari dalla linea tranviaria 21, soppressa con l'inaugurazione del servizio di metropolitana, e da altre linee tranviarie apposite per l'accesso alle strutture sportive.
Nelle vicinanze è presente anche una stazione di autobus per le linee a lunga percorrenza e per il collegamento con l'aeroporto.

## Ingressi
- Olympiaplatz
- Stadion
- Vorgartenstraße
- Krieau